# Erythroxylum skutchii
Erythroxylum skutchii är en tvåhjärtbladig växtart som beskrevs av Paul Carpenter Standley. Erythroxylum skutchii ingår i släktet Erythroxylum och familjen Erythroxylaceae. Inga underarter finns listade i Catalogue of Life.